# Napoleon Iłłakowicz
Napoleon Michał Juliusz Iłłakowicz (ur. 2 grudnia 1811 w Unglenikach w ówczesnym powiecie poniewieskim, zm. 7 listopada 1861 w Wilnie) – polski malarz i dekorator.

## Życiorys
Uczęszczał do szkoły przy zakonie bernardynów w Traszkunach, potem przeniósł się do Wilna i podjął tam naukę w miejscowym gimnazjum (m.in. ucząc się rysunku u Macieja Przybylskiego), a w 1830 zaczął studia malarstwa na Cesarskim Uniwersytecie Wileńskim w pracowni Jana Rustema, wkrótce przerwane, gdyż wziął  udział w powstaniu listopadowym. Po upadku powstania uciekł do Paryża, gdzie pracował jako dekorator dla Cicériego, w latach 1833–1836 kontynuując też studia malarskie. W 1836 krótko studiował w Saragossie, ale ponieważ w tym czasie wybuchła wojna karlistowska to wkrótce dostał się do niewoli wodza wojsk karlistowskich Ramóna Cabrery i przez dwa lata pracował dla niego jako przyboczny portrecista. Po uwolnieniu, przez kilka lat pracował we Francji jako malarz i dekorator budynków publicznych i kościołów w różnych miejscowościach, głównie na południu Francji. Doskonalił też umiejętności artystyczne u Dröllinga w Paryżu. W związku z wybuchem Wiosny Ludów powtórnie zaangażował się w polską działalność niepodległościową, przebywając pod przybranym nazwiskiem w Galicji aż do 1850 r., gdy powrócił do Francji. Następnie zamieszkał w Londynie, gdzie dostał posadę malarza na dworze królowej Wiktorii. Od 1857 mieszkał w Wilnie.

## Twórczość
Malował portrety wielu znanych osobistości, m.in. George Sand, Lajosa Kossutha, Adama Jerzego Czartoryskiego, Jana Śniadeckiego, a także krajobrazy, sceny rodzajowe i historyczne, jak „Witold i Jagiełło przed bitwą pod Grunwaldem przyjmują miecze krzyżackie”. Zajmował się też malarstwem sakralnym, jak polichromie kościoła w Smorgoniach i obraz w ołtarzu kościoła w Widziszkach. Był autorem polichromii kościoła w łotewskim Józefowie (1860).
Dzieła Iłłakowicza znajdują się w zbiorach m.in. Muzeum Narodowego w Krakowie, Muzeum Narodowego w Warszawie, Lwowskiej Galerii Sztuki, Muzeum Sztuk Pięknych w Budapeszcie i w Lietuvos nacionalinis dailės muziejus.

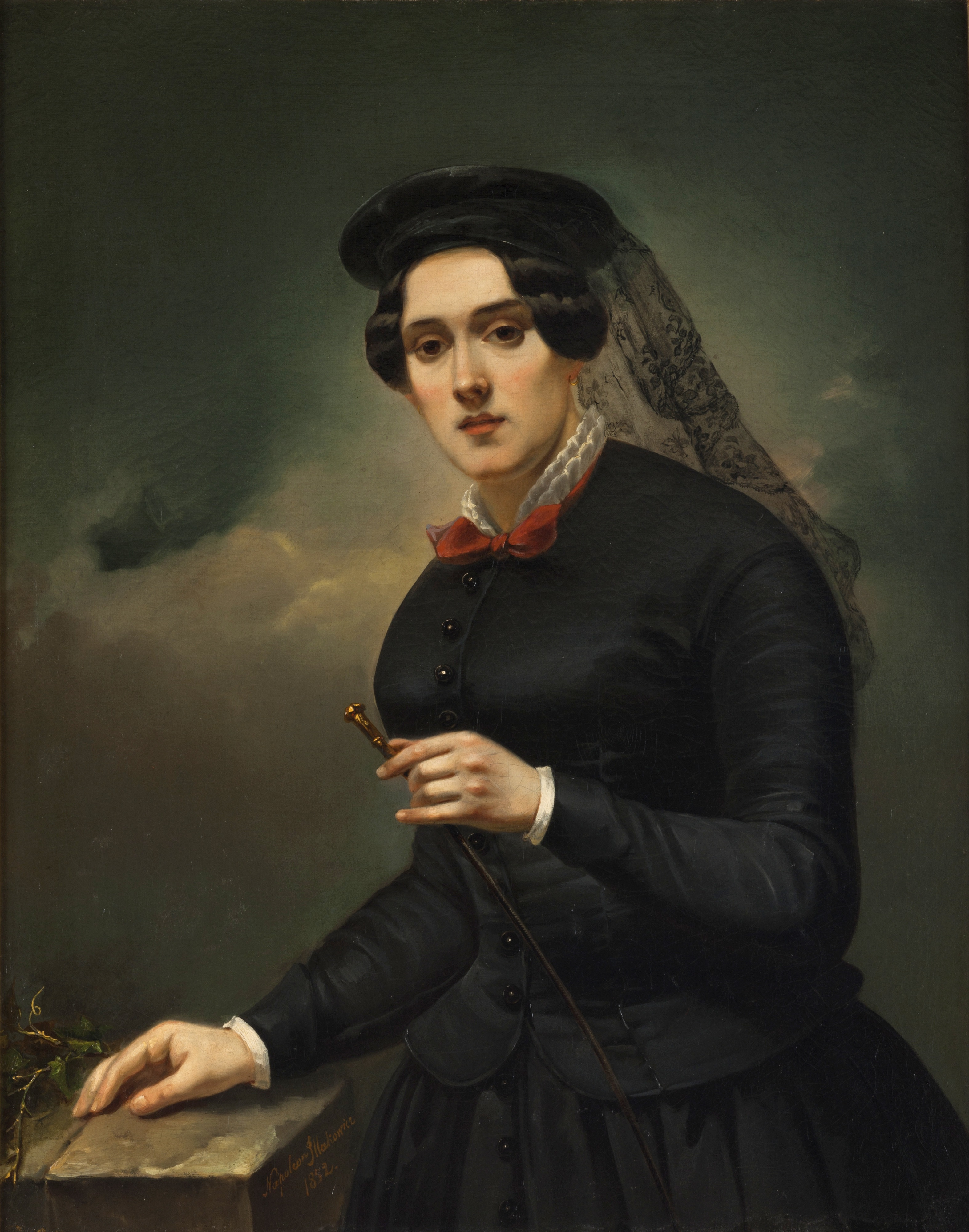
Portret amazonki
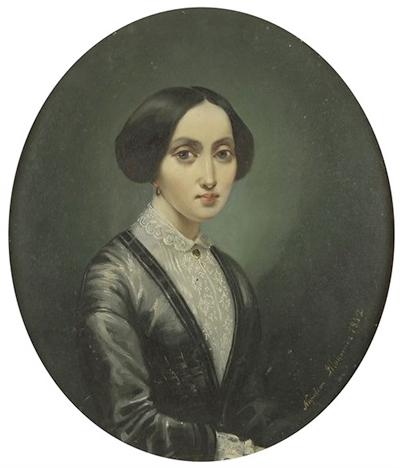
Portret arystokratki
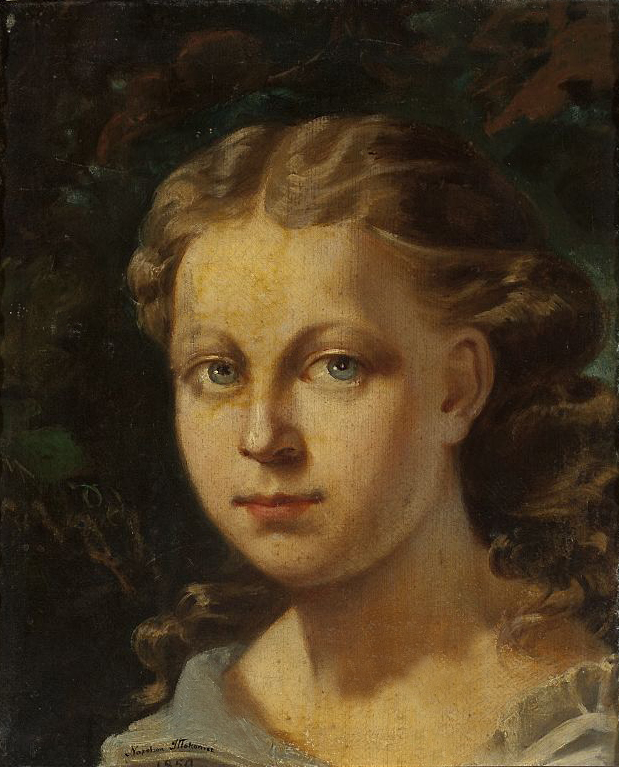
Portret Ludwiki z Zamoyskich Rozwadowskiej